# L. P. Davies
Pour les articles homonymes, voir Davies.
L. P. Davies, né Leslie Purnell Davies le 20 octobre 1914 à Crewe, Cheshire, Royaume-Uni, et décédé le 6 janvier 1988 à Tenerife, Îles Canaries, est un auteur britannique de roman policier. Il publie également des nouvelles sous divers pseudonymes, dont des textes de science-fiction signés Leslie Vardre.

## Biographie
Après des études supérieures à l'Université de Manchester, il est pharmacien dans sa ville natale de 1930 à 1939. Il décroche un diplôme d'optométriste en 1939.  Il épouse Winifred Tench en 1940. Pendant la Seconde Guerre mondiale, il sert dans la division médicale de l'armée britannique en France, en Afrique du Nord et en Italie. À la fin du conflit, il réside un an à Rome dans l'espoir d'entreprendre une carrière artistique.  Déçu par cette expérience, il rentre en Angleterre et travaille au service postal de Birmingham pendant dix ans. En 1956, il ouvre un cabinet d'optométriste à Deganwy, petit village de Galles du Nord, où il est également propriétaire d'un petit magasin jusqu'à son départ définitif pour les Îles Canaries en 1975.
Il amorce sa carrière littéraire au tournant des années 1950-1960 par la publication de nouvelles dans le London Mystery Magazine.  Sous la signature L. P. Davies, et sous de nombreux pseudonymes, il produit quantité de récits policiers, fantastiques et de science-fiction. Son premier roman, Les Poupées de papier (1964), refusé par quatre éditeurs qui ne savaient à quel genre le rattacher, est finalement accepté par la maison d'éditions Jenkins, puis adapté par la télévision britannique dans la série Journey to the Unknown (saison 1, épisode 16) en 1968.  La même année, son roman L'Homme artificiel (1965) est porté au grand écran par William Castle sous le titre Project X (en), tout comme The Alien par Lamont Johnson, en 1972, sous le titre Requiem pour un espion, avec George Peppard et Michael Sarrazin.  
Il meurt à Ténérife en janvier 1988.  Sa femme ne lui survit que jusqu'en avril de la même année.

## Œuvre

### Romans policiers
- The Paper Dolls (1964) Publié en français sous le titre Les Poupées de papier, Paris, Denoël, coll. Sueurs froides, 1971
- Man Out of Nowhere ou Who is Lewis Pinder? [É.-U.] (1965)
- Tell it to the Dead (1966), signé Leslie Vardre ; réédition aux États-Unis en 1967 sous le titre The Reluctant Medium et signé L. P. Davies.
- The Lampton Dreamers (1966)
- The Nameless Ones (1967), signé Leslie Vardre ; réédition aux États-Unis en 1968 sous le titre A Grave Matter et signé L. P. Davies Publié en français sous le titre Au Faucon Bleu, Paris, Librairie des Champs-Élysées, Le Masque no 1297, 1973 ; réédition, Genève, Beauval/Famot, coll. Les Grands Maîtres du roman policier, 1974 ; réédition, Neuilly-sur-Seine, Beauval/Saint-Clair, coll. Les Grands Maîtres du roman policier, 1975 ; réédition, Paris, Librairie des Champs-Élysées, Le Club des Masques no 421, 1980
- Stranger to Town (1969)
- The White Room (1969)
- The Shadow Before (1970)
- Give Me Back Myself (1971)
- What Did I Do Tomorrow? (1972)
- Assignment Abacus (1975)
- Possession (1976)
- The Land of Leys (1979)
- Morning Walk (1983)

### Autres romans
- The Artificial Man (1965) Publié en français sous le titre L'Homme artificiel, Paris, Denoël, Présence du Futur no 102, 1967
- Psychogeist (1966) Publié en français sous le titre Les Cavernes de l'Id, Paris, Librairie des Champs-Élysées, Le Masque. Science-fiction no 23, 1975
- Twilight Journey (1967)
- The Alien (1968)
- Dimension A (1969)
- Genesis Two (1969)
- Adventure Holidays Ltd. (1970)
- The Silver Man (1972), roman écrit en suédois et publié à Stockholm.

## Sources
- Jacques Baudou et Jean-Jacques Schleret, Le Vrai Visage du Masque, vol. 1, Paris, Futuropolis, 1984, 476 p. (OCLC 311506692), p. 151-152.